# Caselle Landi

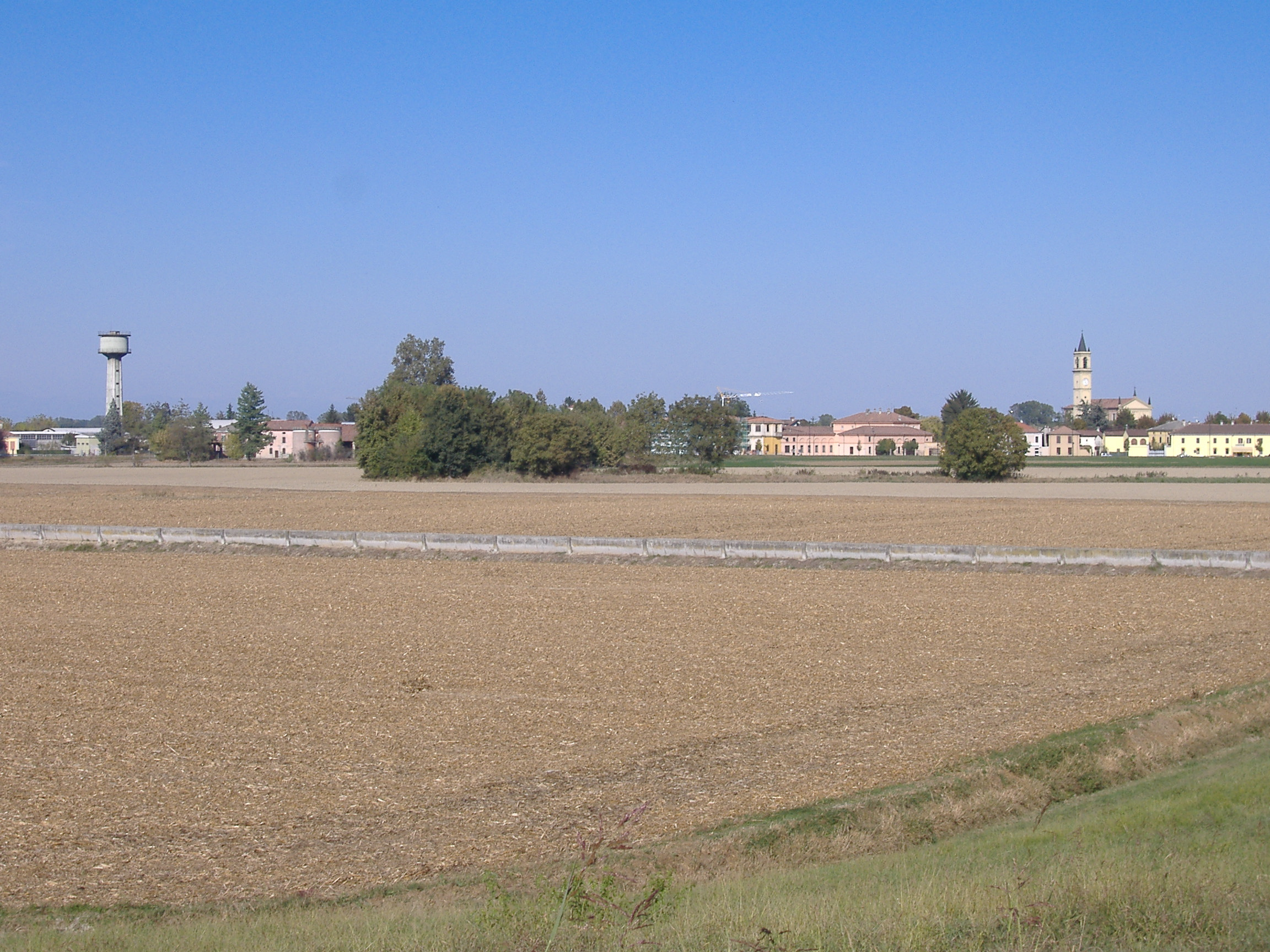
Panorama da cidadezinha

Caselle Landi é uma comuna italiana da região da Lombardia, província de Lodi, com cerca de 1.765 habitantes. Estende-se por uma área de 25 km², tendo uma densidade populacional de 71 hab/km².
Faz fronteira com Cornovecchio, Meleti, Corno Giovine, Santo Stefano Lodigiano, Castelnuovo Bocca d'Adda, Piacenza (PC), Caorso (PC).
Apesar da baixa densidade de população, com seus 25 km², é uma das comunas mais extensas da Província de Lodi, talvez a segunda ou a terceira.

## História
Antes de ser propriedade dos marqueses Landi, em 1262, chamava-se Caselle Vecchie (Velhas) e depois Caselle del Po (do rio Pó). Muito tempo depois assumiu o nome conservado até hoje.
Caselle poderia dizer "casinhas", no sentido de "pequenas casas de campos".
Até 1797 foi território de Placência, pois achava-se na beira direita do rio Pó. No fim do século XVI o curso do rio foi modificado por causa das inundações, e o município passou a ficar na beira esquerda, em território da Lombardia.
Por essa razão, os residentes mantêm muitas tradições ligadas ao território Piacentino mais do que o Lodigiano ou Milanês, como poderia ser a comida ou o dialeto.

## Pessoas ligadas à comuna
- Giovanni Losi (1838-1882), missionario no Sudão

## Demografia
| Variação demográfica do município entre 1861 e 2011                               |
|                                                                                   |
| Fonte: Istituto Nazionale di Statistica (ISTAT) - Elaboração gráfica da Wikipedia |

## Outras imagens

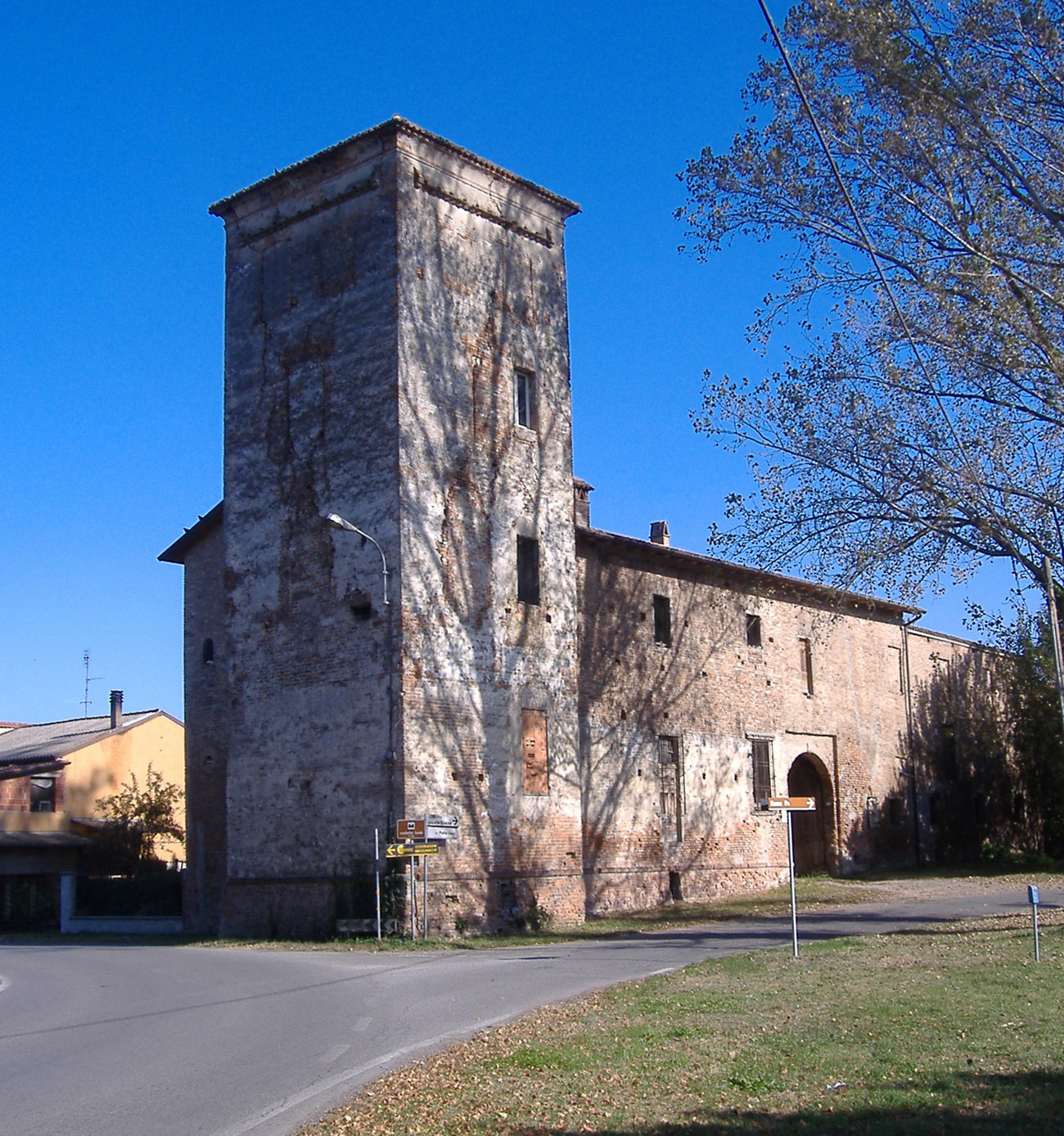
O castelo velho. Só resta uma das quatro torres, século XV.
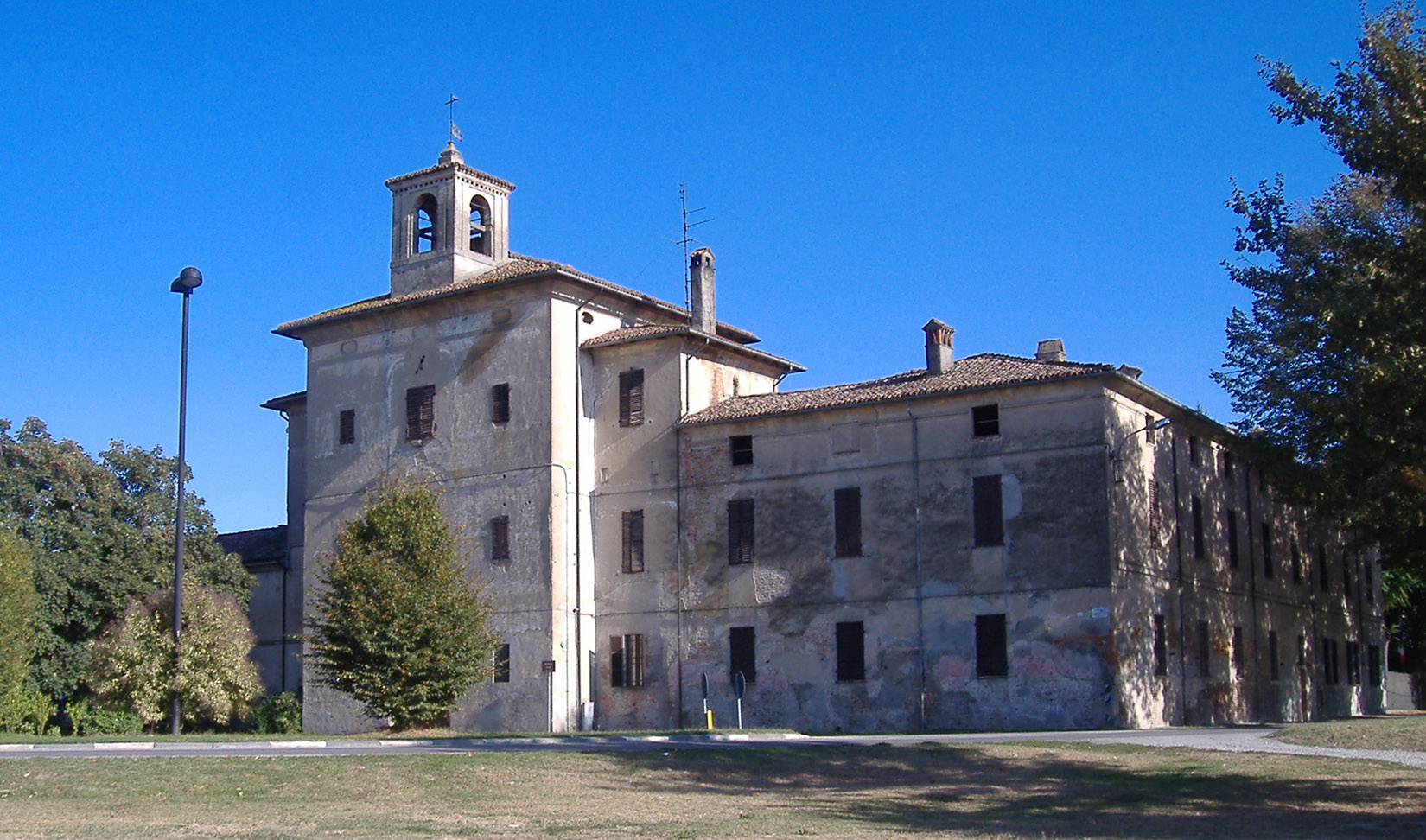
O castelo novo, na praça principal, século XVII.
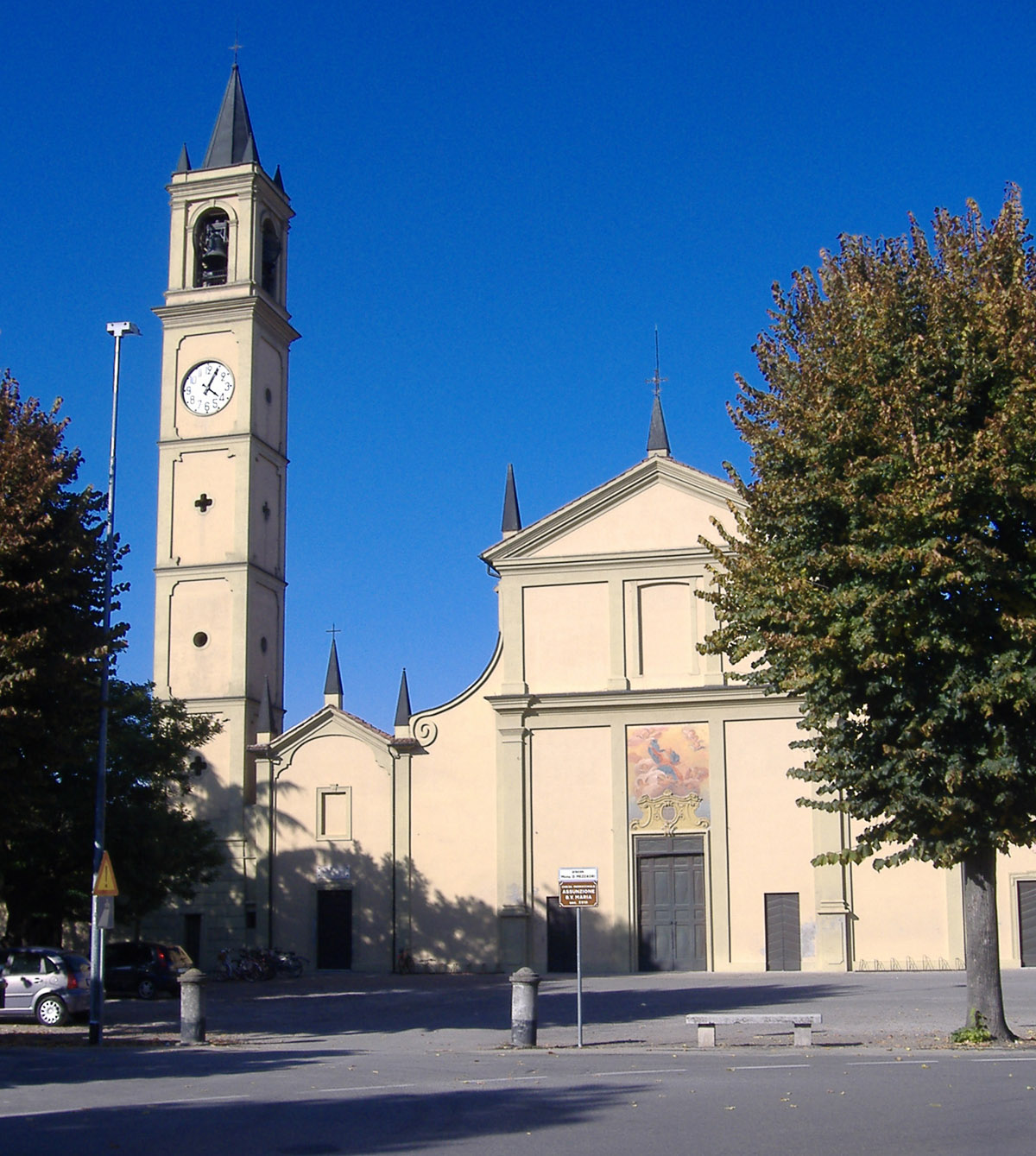
A igreja paroquial, dedicada a N. S. da Assunção, século XVII.
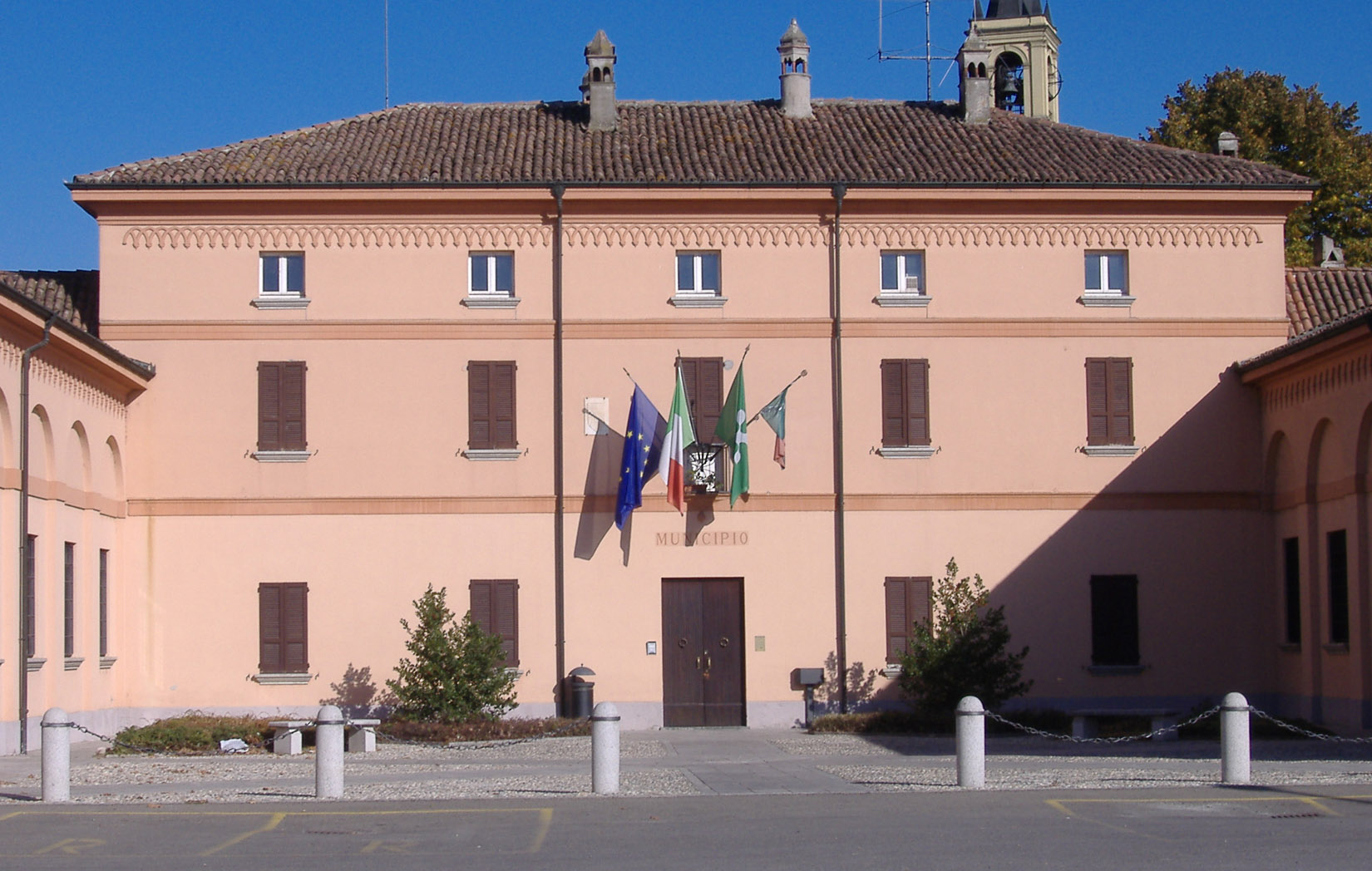
O palácio municipal.